# Tipularia japonica
Tipularia japonica är en orkidéart som beskrevs av Jinzô Matsumura. Tipularia japonica ingår i släktet Tipularia och familjen orkidéer. Inga underarter finns listade i Catalogue of Life.